# Julián Marchioni
Julián Augusto Marchioni (La Plata, 11 marzo 1993) è un calciatore argentino, difensore del Comerciantes Unidos.

## Caratteristiche tecniche
È un terzino sinistro.

## Carriera
Cresciuto nelle giovanili dell'Estudiantes (LP), ha esordito il 19 luglio 2014 in occasione del match di Copa Argentina vinto 3-1 contro il Douglas Haig.

## Statistiche

### Presenze e reti nei club
Statistiche aggiornate al 23 marzo 2018.
| Stagione        | Squadra          | Campionato      | Campionato | Campionato | Coppe nazionali | Coppe nazionali | Coppe nazionali | Coppe continentali | Coppe continentali | Coppe continentali | Altre coppe | Altre coppe | Altre coppe | Totale | Totale | Totale |
| Stagione        | Squadra          | Comp            | Pres       | Reti       | Comp            | Pres            | Reti            | Comp               | Pres               | Reti               | Comp        | Pres        | Reti        | Pres   | Reti   |        |
| --------------- | ---------------- | --------------- | ---------- | ---------- | --------------- | --------------- | --------------- | ------------------ | ------------------ | ------------------ | ----------- | ----------- | ----------- | ------ | ------ | ------ |
| 2013-2014       | Estudiantes (LP) | PD              | 0          | 0          | CA              | 1               | 0               | CS                 | 0                  | 0                  |             | -           | -           | 1      | 0      |        |
| 2014            | Estudiantes (LP) | PD              | 1          | 0          |                 | -               | -               |                    | -                  | -                  |             | -           | -           | 1      | 0      |        |
| 2015            | Estudiantes (LP) | PD              | 2          | 0          | CA              | 0               | 0               | CL                 | 0                  | 0                  |             | -           | -           | 2      | 0      |        |
| 2016            | Estudiantes (LP) | PD              | 9          | 0          | CA              | 1               | 1               | CS                 | 1                  | 0                  |             | -           | -           | 11     | 1      |        |
| 2016-2017       | Estudiantes (LP) | PD              | 9          | 0          | CA              | 0               | 0               | CL+CS              | 0+1                | 0                  |             | -           | -           | 10     | 0      |        |
| 2017-2018       | Patronato        | PD              | 6          | 0          | CA              | 0               | 0               |                    | -                  | -                  |             | -           | -           | 6      | 0      |        |
| Totale carriera | Totale carriera  | Totale carriera | 27         | 0          |                 | 2               | 1               |                    | 2                  | 0                  |             | -           | -           | 31     | 1      |        |